# Zogang
Zogang lub Zuogong (tyb. མཛོ་སྒང་རྫོང་, Wylie: mdzo sgang rdzong, ZWPY: Zogang Zong; chiń. upr. 左贡县; pinyin Zuǒgòng Xiàn) – powiat we wschodniej części Tybetańskiego Regionu Autonomicznego, w prefekturze Qamdo. W 1999 roku powiat liczył 41 326 mieszkańców.